# Asbach-Bäumenheim
Asbach-Bäumenheim er en kommune i Landkreis Donau-Ries i Regierungsbezirk Schwaben i den tyske delstat Bayern, med godt 4.300 indbyggere.

## Geografi
Kommunen ligger i nærheden af Donauwörth og omkring 40 km nord for Augsburg. Floden Schmutter løber gennem kommunen, kort før den løber ud i Donau .

## Landsbyer i Asbach-Bäumenheim
- Asbach
- Bäumenheim
- Hamlar
- Königsmühle
- Meyfried